# Christian Scheider

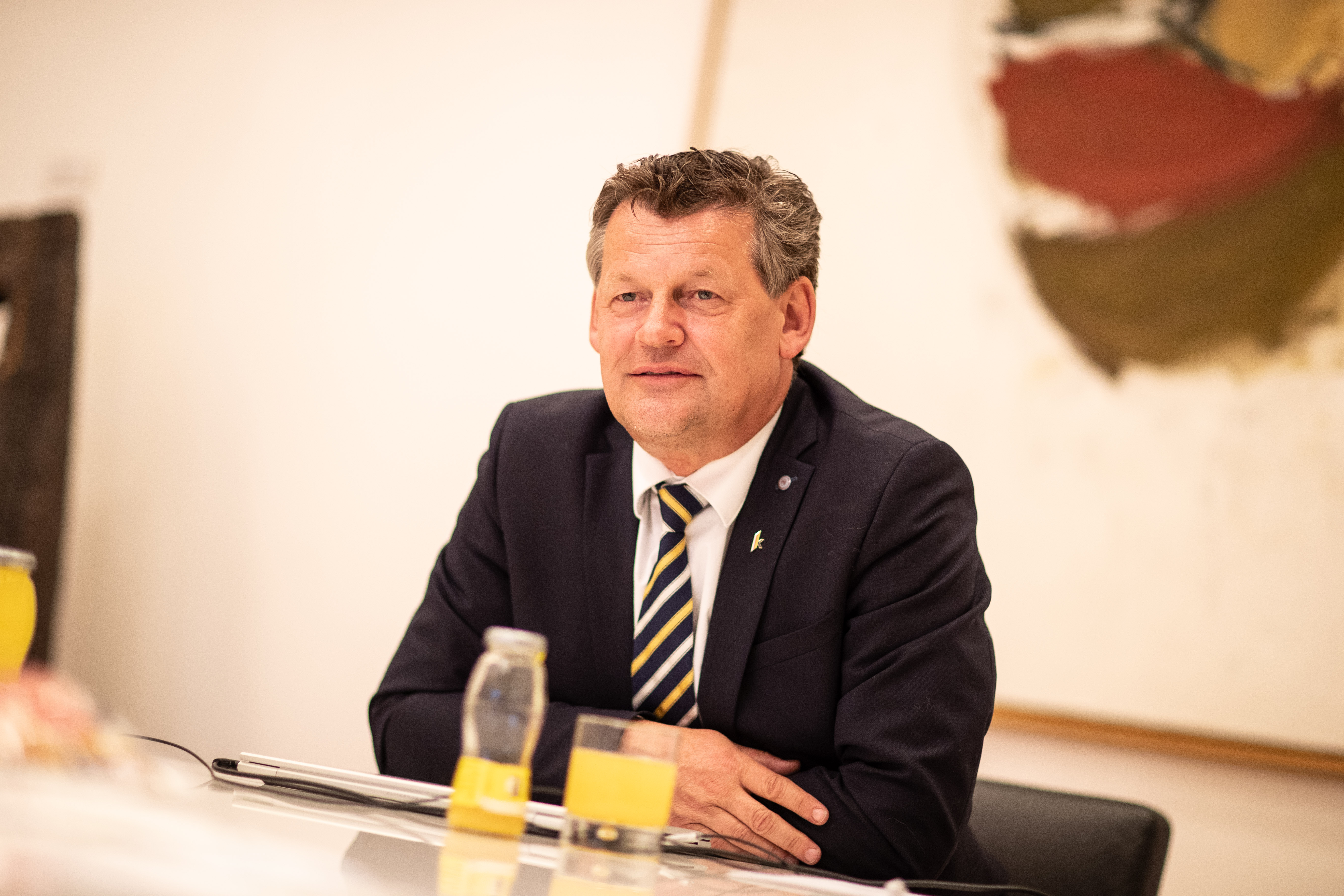
Christian Scheider im Jahr 2021

Christian Scheider (* 21. Februar 1964 in Klagenfurt) ist ein österreichischer Politiker (gegenwärtig Freie Soziale Bürgerpartei, FSP; vormals FPÖ, BZÖ, FPK, Team Kärnten und Liste Scheider). Von 1999 bis 2001 war er Abgeordneter des Kärntner Landtages und von 2009 bis 2015 Bürgermeister der Landeshauptstadt Klagenfurt. 2021 wurde er erneut zum Bürgermeister gewählt.

## Leben und Wirken
Nach der Pflichtschulzeit besuchte Scheider die Heeressport- und Nahkampf-Schule in Wien. Nebenbei betätigte er sich als Tennisspieler. 1978 wurde er österreichischer Jugendmeister in der Klasse C. Dieser Sport brachte ihn mit dem damaligen FPÖ-Politiker Jörg Haider in Kontakt, Scheider war Haiders Tennislehrer.
1989 holte Haider Christian Scheider als Beamten in die Kärntner Landesregierung. Zwei Jahre später stieg er zum persönlichen Referenten Haiders auf. 1994 wurde er Landesparteisekretär der Kärntner FPÖ und zwei Jahre später geschäftsführender Stadtparteiobmann der FPÖ Klagenfurt. 1997 zog er in den Klagenfurter Gemeinderat ein. Infolge der Landtagswahl 1999 zog Scheider als Listenkandidat in den Kärntner Landtag ein. 2001 legte er sein Mandat dort jedoch zurück und wechselte wieder in die Klagenfurter Kommunalpolitik. Bis 2009 gehörte er als Mitglied des Stadtsenates der Stadtregierung an.
Scheider ist geschieden und Vater von zwei Töchtern.

### Erste Amtszeit als Bürgermeister
Nach internen Grabenkämpfen in der Klagenfurter FPÖ (in deren Folge Vizebürgermeister Mario Canori nicht mehr zur Wahl antrat) wurde Scheider zum Bürgermeisterkandidaten Klagenfurts des inzwischen gegründeten BZÖ nominiert. Mit 40,7 Prozent der Stimmen ließ er Maria-Luise Mathiaschitz bei der Bürgermeisterwahl 2009 hinter sich. Auch im Gemeinderat konnte das BZÖ bei dieser Wahl zulegen. Bei der Bürgermeister-Stichwahl am 15. März 2009 blieb Scheider siegreich und wurde am 8. April 2009 als erster BZÖ-Bürgermeister Klagenfurts angelobt. Mit der Abspaltung der FPK vom Bundes-BZÖ und ihrer späteren Rückkehr in die FPÖ wechselte auch Scheider die Partei. Unter Scheiders Regierung wurde unter anderem das Wörthersee Stadion, das ursprünglich nach der Nutzung im Rahmen der EM 2008 verkleinert werden sollte, in seiner vollen Größe permanent gemacht, die Leopold-Wagner-Leichtathletikarena errichtet und ein Ordnungsamt eingerichtet, das mit Stand 2025 wieder aufgelöst werden soll. Als „singender Stadtrat“ beziehungsweise Bürgermeister gab er gerne Lieder wie O du mein Klagenfurt zum Besten und nahm auch eine CD auf. In dieser Form ungewollte Aufmerksamkeit erregte ein günstig produziertes Imagevideo, in dem Scheider musikalisch und mit einigen rhetorischen Stilblüten die Stadt preist. Kritisiert wurden hohe Ausgaben für Repräsentationszwecke während seiner Amtszeit.

### Vizebürgermeister
Bei der Gemeinderats- und Bürgermeisterwahlen 2015 unterlag Scheider in der Stichwahl zum Bürgermeister Maria-Luise Mathiaschitz (SPÖ). Er blieb die folgenden Jahre als zweiter Vizebürgermeister und Stadtrat mit den Agenden Feuerwehr, Friedhöfe, Straßenbau und Verkehr politisch aktiv. Im Hinblick auf die Gemeinderats- und Bürgermeisterwahlen in Kärnten 2021 kam es innerhalb der FPÖ zu Diskussionen über den geeigneten Kandidaten für das Bürgermeisteramt. Nachdem eine Umfrage Scheiders parteiinternem Konkurrenten Wolfgang Germ höhere Erfolgschancen bescheinigt hatte, löste dieser Anfang 2019 Scheider als zweiten Vizebürgermeister ab. Scheider nahm die Entscheidung des Parteigremiums eher widerwillig hin. Im November 2020 traten er und weitere Gemeinderatsmitglieder aus der FPÖ aus. Scheider trat bei der Gemeinderatswahl für das Team Kärnten an, welches mit seiner Hilfe zur zweitstärksten Kraft im Gemeinderat wurde. Germ trat nach dem enttäuschenden Ergebnis der FPÖ von allen Funktionen zurück. Scheider konnte sich bei der Stichwahl um das Bürgermeisteramt mit 53,49 Prozent gegen die SPÖ-Kandidatin Maria-Luise Mathiaschitz durchsetzen, die daraufhin ihren Rückzug aus der Politik ankündigte. Die Kleine Zeitung analysierte den Wahlausgang als Niederlage einer mitunter distanziert wirkenden Sachpolitikerin gegen den sich stets volksnah gebenden, selbsterklärten Bürgermeister der Herzen.

### Zweite Amtszeit als Bürgermeister
Für die folgende Legislaturperiode schlossen Scheider bzw. das Team Kärnten im Gemeinderat ein Arbeitsübereinkommen mit SPÖ und ÖVP ab. Dieses zerbrach im Juni 2023. Vorausgegangen war ein schwelender Konflikt um den Klagenfurter Magistratsdirektor Peter Jost. Vor dem Hintergrund eines älteren Rechtsstreits hatte Scheider Josts Vertrag im Dezember 2022 mittels eines „Notfallparagraphen“ über das reguläre Pensionsalter hinaus verlängert. Die Gemeindeaufsicht stufte das Vorgehen als rechtswidrig ein, Gemeinderat und Stadtsenat beschlossen eine Neuausschreibung der Stelle. Ende Juni 2023 entschied das Landesverwaltungsgericht, dass der Bescheid der Gemeindeaufsicht wegen eines Formfehlers ungültig sei und hob auch einen weiteren Bescheid im Oktober auf, da ein solcher Feststellungsbescheid nur für geringe Rechtsverletzungen infrage käme. Im Fall einer unzulässigen Vertragsverlängerung würde es sich jedoch um eine gravierende Rechtsverletzung handeln. Zur Frage der Zulässigkeit selbst äußerte das Gericht sich nicht. Wesentlich für die Publikmachung der Vorgänge war die Arbeit des Investigativjournalisten Franz Miklautz, er hatte auch recherchiert, dass Jost üppige Überstundenzuschläge (rund 66.000 € für 800 geleistete Überstunden im Jahr 2022) ausbezahlt bekommen hatte. Nachdem aus dem Rathaus eine Sachverhaltsdarstellung bei der Staatsanwaltschaft Klagenfurt eingegangen war, nahm diese am 20. Juni 2023 gegen zwei Beschuldigte Ermittlungen wegen Missbrauchs des Amtsgeheimnisses sowie gegen Miklautz Ermittlungen wegen Tatbeitrags zur Weitergabe von Amtsgeheimnissen auf. Miklautz' elektronische Geräte wurden beschlagnahmt und seine Arbeit als Journalist damit unterbunden. Dieses Vorgehen erregte österreichweit Aufsehen und wurde häufig als Angriff auf die Pressefreiheit kritisiert. Zwei Tage später wurden die Ermittlungen gegen Miklautz auf Weisung der Oberstaatsanwaltschaft Graz eingestellt. Bürgermeister Scheider entschuldigte sich für das Einbringen der Sachverhaltsdarstellung und rechtfertigte sie damit, dass er verpflichtet sei, „sensible Daten von Mitarbeiterinnen und Mitarbeitern und das Amtsgeheimnis zu schützen“. Infolge des Vorgehens gegen den Journalisten kündigte die SPÖ schließlich das 2021 geschlossene Arbeitsübereinkommen auf. Scheider kritisierte daraufhin die destruktive Haltung der SPÖ, die schon in den Monaten davor die Zusammenarbeit erschwert habe und betonte, weiterhin Bürgermeister bleiben zu wollen. Ende Oktober 2023 nahm die Staatsanwaltschaft im Zusammenhang mit den Überstundenzuschlägen des Jahres 2022 Ermittlungen gegen Peter Jost, Christian Scheider sowie dessen Büroleiter Patrick Jonke auf. Gegen Scheider wurde wegen des Verdachts des Amtsmissbrauchs ermittelt. Scheider erklärte in einer ersten Reaktion, dass die involvierten Magistratsabteilungen und Juristen ihm eine korrekte Vorgangsweise bestätigt hätten.
Angesichts einer prekären Finanzlage konnte für 2025 kein Budget beschlossen werden, die Stadt arbeitete, überwacht durch die Gemeindeaufsicht, mit der sogenannten „Zwölftelregelung“ (jeder Kostenstelle monatlich ein Zwölftel ihres Vorjahresbudgets zugewiesen). Ausgaben durften nur noch aufgrund einer gesetzlichen oder sonstigen rechtlich bindenden Verpflichtung erfolgen.
Kurz nachdem die Kleine Zeitung Anfang Jänner 2025 über einen angeblich angedachten Wechsel Scheiders und seiner engen Vertrauten zurück zur FPÖ berichtet hatte, erklärte das Team Kärnten in einer Presseaussendung die Zusammenarbeit mit Scheider für beendet. Als Gründe wurden „interne Querelen und eine fehlende politische Konsistenz“ genannt. Mitte 2025 gründete er mit Vizebürgermeister Patrick Jonke die Freie Soziale Bürgerpartei (FSP).